# Camilla Søgaard
Camilla Søgaard (født 14. august 1991) er en dansk cykelrytter, der er femdobbelt verdensmester i mountainbike-orientering (MTBO).
Camilla Søgaard, der primært kører MTBO, vandt sin første internationale mesterskabsmedalje i MTBO som 21-årig – det blev til en sølvmedalje ved europamesterskabet (EM) i Polen (2013).
Siden har Camilla Søgaard både vundet verdensmesterskabet (VM)
og EM i MTBO samt en stribe sølv- og bronzemedaljer ved VM og EM i forskellige discipliner inden for MTBO.
I 2022 vandt Camilla Søgaard som den første danske kvinde Det Internationale Orienteringsforbunds (IOF) samlede World Cup i MTBO for kvinder.
Hun har herudover vundet 10 danmarksmesterskaber (DM) og to forbundsmesterskaber i MTBO i årene 2015-2021.
I MTBO er Camilla Søgaards særlige styrker udholdenhed på de lange distancer og evnen til at sprinte på de korte orienteringsdistancer. Samtidig er hun en stærk afslutter på stafethold.

## Karriere
Camilla Søgaard har siden sin barndom løbet orienteringsløb for Horsens Orienteringsklub (HOK)
og har været på det danske juniorlandshold i orienteringsløb.
Det bedste internationale resultat i orienteringsløb opnåede hun med en 4. plads på langdistancen ved ungdoms-EM (EYOC) i Ungarn (2007) – de primære resultater er ikke længere tilgængelige.
Camilla Søgaard fik debut på MTBO-landsholdet ved VM i Italien i 2011, hvor det bl.a. blev til en 4. plads i junior-stafetten.
Camilla Søgaard cykler også mountainbike, lidt cykelcross, landevejscykling og banecykling.
I 2019 vandt hun det danske mesterskab for kvinder i MTB på maratondistancen (marathon (XCM)).
Camilla Søgaard cykler MTBO for HOK. Hun har herudover kørt mountainbike, cykelcross og banecykling for Aarhus MTB.
Ved siden af den sportslige karriere har hun taget en kandidatuddannelse i Idræt ved Aarhus Universitet i juni 2018.

## Resultater i MTBO

### VM i MTBO
Camilla Søgaard har både vundet guld på massestarten ved VM i Sverige (2022) og ved VM i Østrig (2018) samt på langdistancen ved VM i Finland (2021). Som afsluttende rytter på kvinde-stafetholdet vandt hun guld sammen med Cæcilie Rueløkke Christoffersen og Nikoline Splittorff ved VM i Bulgarien (2024) og ved VM i Finland (2021).
Herudover har Camilla Søgaard vundet 12 sølv- og bronzemedaljer ved VM i MTBO.
Hun har især udmærket sig på de lange distancer: langdistancen henholdsvis massestart i MTBO.
Ved VM i Bulgarien (2024) vandt Camilla Søgaard foruden guldet på kvinde-stafetten også bronze på langdistancen. 
Mens hun ved VM i Sverige (2022) som den eneste af de kvindelige ryttere vandt fem medaljer på de fem distancer ved mesterskabet. Foruden guld på massestarten vandt Camilla Søgaard sølv på langdistancen, sølv på mellemdistancen, bronze på sprinten, og som afsluttende rytter på kvinde-stafetholdet, vandt hun sølv sammen med Cæcilie Rueløkke Christoffersen og Nikoline Splittorff.
Ved VM i Danmark (2019) vandt Camilla Søgaard sølv på massestarten og bronze på mellemdistancen, mens hun vandt sølv på sprintdistancen i Østrig (2018). Ved VM i Portugal (2016) vandt hun bronze på mellemdistancen.
Ved VM i Polen (2014) vandt hun ligeledes bronze, men her var det på langdistancen
og i den uofficielle mix-sprint stafet sammen med tvillingebroren Rasmus Søgaard – de primære resultater er ikke længere tilgængelige.
Ved VM i Estland (2013) var Camilla Søgaard afsluttende rytter på det danske kvinde-stafethold og vandt sølv sammen med Ann-Dorthe Lisbygd og Nina Hoffmann.

### EM i MTBO
Camilla Søgaard har vundet EM-titlen fire gange og har herudover vundet seks EM-medaljer fordelt på fem europamesterskaber.
Ved EM i Portugal (2023) vandt Camilla Søgaard guld på mellemdistancen, og blev dermed den MTBO-rytter, der samlet set har vundet flest individuelle medaljer i tidens løb ved EM i MTBO (2023). Ved EM i Litauen (2022) vandt Camilla Søgaard guld på sprintdistancen. I Portugal (2021) vandt Camilla Søgaard guld ved EM på langdistancen og bronze på mellemdistancen.
I Polen (2019) vandt hun guld på massestarten og sølv på sprintdistancen.
Ved EM i Frankrig (2017) vandt hun sølv på sprintdistancen og bronze på stafetten sammen med Nina Hoffmann og Cæcilie Rueløkke Christoffersen.
I 2015 vandt hun ligeledes bronze på stafetten ved EM i Portugal sammen med Nina Hoffmann og Cæcilie Rueløkke Christoffersen.
Endelig vandt hun sølv på langdistancen ved EM i Polen (2013).

### World Cup i MTBO
I 2022 vandt Camilla Søgaard Det Internationale Orienteringsforbunds samlede World Cup i MTBO for kvinder. I 2022 indgik de seks bedste resultater fra otte World Cup-løb afholdt i tre lande.
I både 2021 og 2018 blev Camilla Søgaard nr. to i IOF´s World Cup for kvinder.
Camilla Søgaard har i alt vundet fire World Cup-sejre: Ved World Cuppen i Portugal (2018) vandt Camilla Søgaard guld på såvel sprintdistancen som på langdistancen. Dette resultat gentog Camilla Søgaard ved World Cuppen i Bulgarien (2022), idet hun vandt guld på både sprintdistancen og på langdistancen.
Oversigt over World Cup-sejre
| Nr. | Dato               | Sted              | Distance |
| --- | ------------------ | ----------------- | -------- |
| 1.  | 22. september 2018 | Portugal, Odemira | Lang     |
| 2.  | 23. september 2018 | Portugal, Odemira | Sprint   |
| 3.  | 16. september 2022 | Bulgarien, Kardam | Sprint   |
| 4.  | 17. september 2022 | Bulgarien, Momino | Lang     |

### DM og andre mesterskaber i MTBO
Camilla Søgaard har vundet en stribe DM-titler og medaljer i MTBO. Ved DM i 2022 vandt Camilla Søgaard bronze på henholdsvis langdistancen og mellemdistancen.
I 2021 vandt Camilla Søgaard guld på henholdsvis langdistancen og sprinten. Der blev ikke afholdt DM i MTBO i 2020 grundet COVID19.
I perioden 2015-2019 har hun vundet guld i samtlige afholdte individuelle discipliner ved DM i MTBO (lang-, mellem-
 og sprintdistancen).
Samlet set er det blevet til 12 guldmedaljer ved de danske mesterskaber i MTBO.
I 2014 vandt hun sølv på langdistancen, som var det eneste DM i MTBO det pågældende år.
Camilla Søgaard har også deltaget i mesterskaber i andre lande. Ved de finske mesterskaber (2021) blev Camilla Søgaard nr. 2 på langdistancen. Ved de tjekkiske MTBO-mesterskaber (2017) blev hun nr. 2 på sprintdistancen, mens Camilla Søgaard vandt alle distancer ved de newzealandske MTBO-mesterskaber (2016): ): Lang, Mellem og Sprint.
Medaljeoversigt ved danske mesterskaber
2022
- Bronze, Lang (Store Dyrehave)
- Bronze, Mellem (Gribskov Vest)

2021
- Guld, Lang (Fussingø/Ålum)
- Guld, Sprint (Grenaa By)

2019
- Guld, Lang (Tisvildehegn)
- Guld, Mellem (Hedeland)
- Guld, Sprint (Antvorskov Kasserne)

2018
- Guld, Lang (Stendal Ulvedal)
- Guld, Mellem (Houlkær Broddingbjerg)

2017
- Guld, Lang (Stensbæk)
- Guld, Mellem (Kolding)

2016
- Guld, Lang (Fussingø)
- Guld, Mellem (Haunstrup)

2015
- Guld, Lang (Hvalsøskovene)

2014
- Sølv, Lang (Stenderup)

## Resultater i MTB
Camilla Søgaard deltager med mellemrum i MTB. I 2019 vandt hun det danske mesterskab for kvinder i MTB på maratondistancen (marathon (XCM). Herudover deltog hun som en af to danske kvinder i VM i MTB i maraton i Schweiz (2019).

## Andre udmærkelser
Camilla Søgaard blev hædret som 'Årets Idrætsnavn 2018' i Horsens Kommune. Camilla Søgaard er herudover fire gange blevet udnævnt til 'Årets MTBO-rytter' i Dansk Orienterings-Forbund (i 2013, 2014, 2018 og i 2022).
I 2017 var Camilla Søgaard blandt 13 AU-studerende elitesportsstjerner, der blev hyldet af Aarhus Universitet for de sportslige præstationer og evnen til at gennemføre en akademisk uddannelse ved siden af sportskarrieren.
I 2013 og 2015 tildelte Dansk Orienterings-Forbunds Venner Camilla Søgaard et træningslegat.